# 諸葛羲
諸葛羲（？—？），字基畫，號滬水，福建晉江人，明朝政治人物，進士出身。

## 生平
諸葛亮第三十六世孫，天啟四年（1624年）中甲子科福建鄉試舉人，崇禎元年（1628年）登戊辰科進士，授戶部四川司主事。

## 著作
編有《漢丞相諸葛忠武侯集》二十一卷等。